# Cristoforo Poggiali
Cristoforo Poggiali (Piacenza, 27 dicembre 1721 – Piacenza, 10 marzo 1811) è stato un bibliotecario, presbitero ed erudito italiano.

## Biografia
Quinto di dodici figli del commerciante faentino Virgilio Poggiali e di Giulia Antonia Alberici, dopo la scuola elementare prosegue gli studi presso il collegio dei Gesuiti di Piacenza, veste l’abito ecclesiastico e nel 1745 viene ordinato sacerdote. Nel 1746 il vescovo Gherardo Zandemaria, che ne aveva riconosciuto i meriti, lo vuole in seminario come insegnante di Belle Lettere, carica che tiene per otto anni nei quali si dedica anche con grande passione agli studi storici.

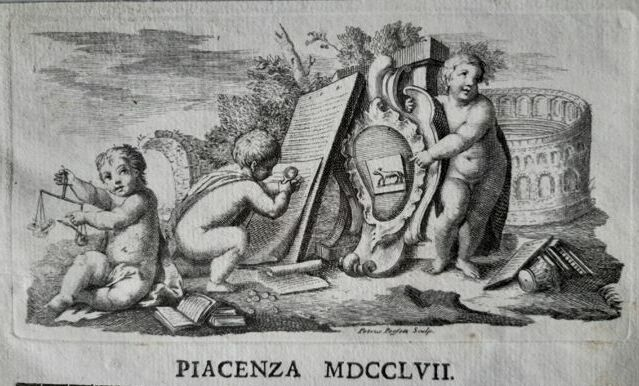
P. Perfetti, incisione in frontespizio del tomo primo delle Memorie Storiche della città di Piacenza

Nel 1754 fu Preposto alla piccola parrocchia di S. Agata e qui trovò molto più tempo per i suoi studi prediletti, tanto che dopo tre anni poté pubblicare il primo dei dodici volumi delle “Memorie Storiche della città di Piacenza”,  che costituiscono la più grossa impresa editoriale del Settecento piacentino. Riguardo alla Storia piacentina esistevano già la “Cronaca della Fondazione ed Origine di Piacenza” del 1564, del domenicano Umberto Locati che, come scrive il Poggiali nella prefazione alle Memorie Storiche “…. a parlare schiettamente, è piena di favole …… ”.. Era già stata scritta anche “Dell’Historia ecclesiastica di Piacenza” del 1651, da parte del canonico Pier Maria Campi che oltre alle cose ecclesiastiche abbracciava gran parte degli avvenimenti civili fino al 1435; secondo il Poggiali è frutto di tanta ricerca e studio di documenti ma “…. non scritta con tutta quella esattezza che in tal sorta di opere il secol nostro desidera”.

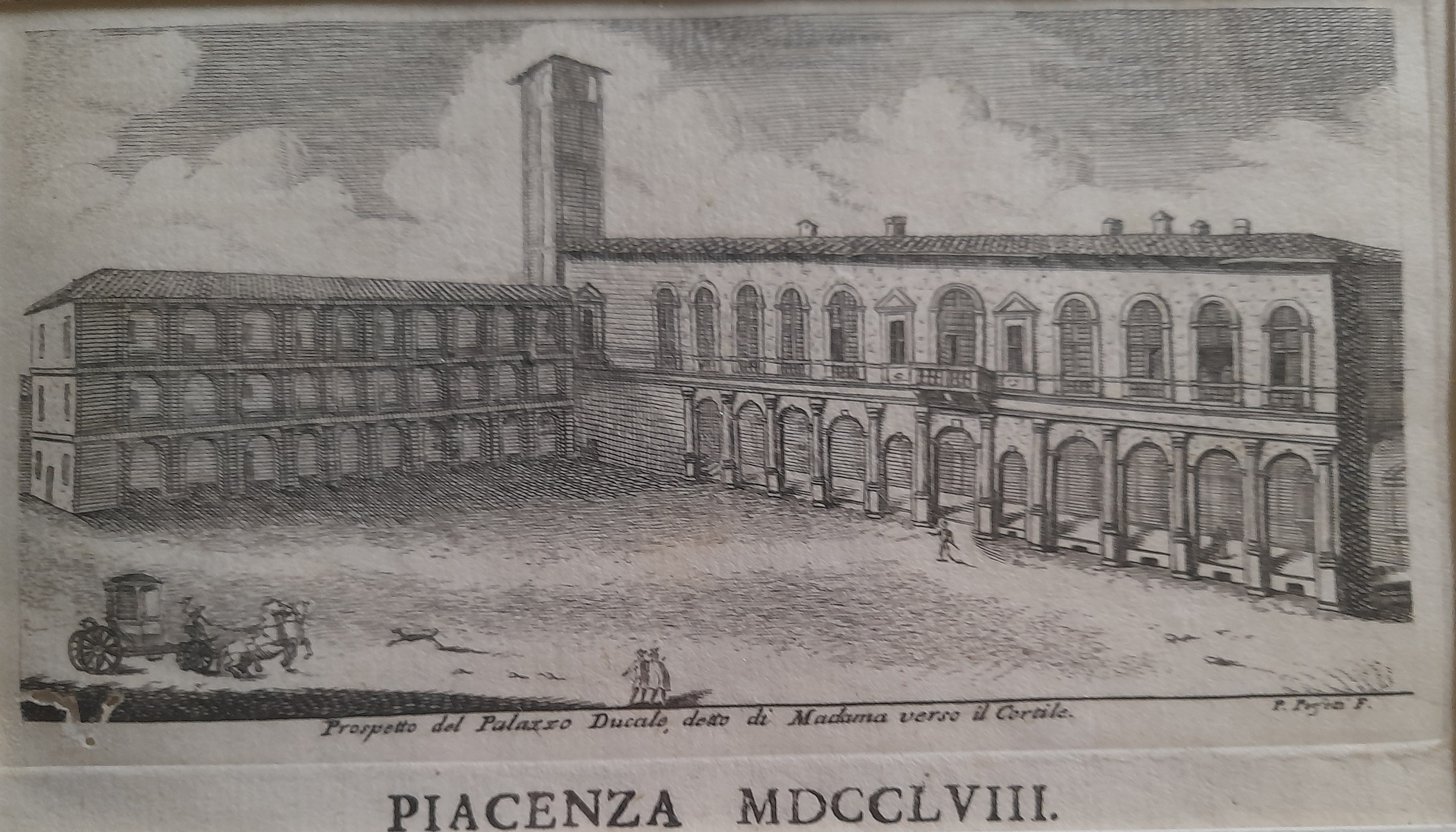
P. Perfetti, incisione in frontespizio del tomo quinto delle Memorie Storiche della città di Piacenza

Il Poggiali nella prefazione alle sue Memorie Storiche dice di aver consultato Storie, Cronache, Annali, Diari, Necrologi, Bolle, Diplomi e altre Memorie e di aver corretto e ridotto quelle fatte dai precedenti storici e continuato la narrazione fino al 1731, anno nel quale si estingue la Casa Farnese.
L’edizione delle Memorie avvenne su iniziativa di un gruppo di nobili piacentini con a capo il marchese Gioseffo Tedaldi d’Ancarano, uomo di cultura che coltivava l’interesse per la storia, che il Poggiali ringrazia nel tomo XI dicendo che le Memorie Storiche “ senza l’esortazione, il favore e l’opera di lui né si sarebber potute da me ridurre a compimento, né vedute forse mai avrebbero la pubblica luce”. Si decise di affidare la stampa allo stampatore vescovile Filippo G. Giacopazzi e di realizzare l’opera in carta buona e scelto carattere e di abbellirla con diversi Rami. La realizzazione dei Rami ossia delle incisioni venne affidata a Pietro Perfetti, considerato il migliore incisore piacentino. Queste incisioni dovevano richiamare la storia di Piacenza attraverso bei monumenti e impreziosire le pagine dei volumi senza occupare troppo spazio tipografico.

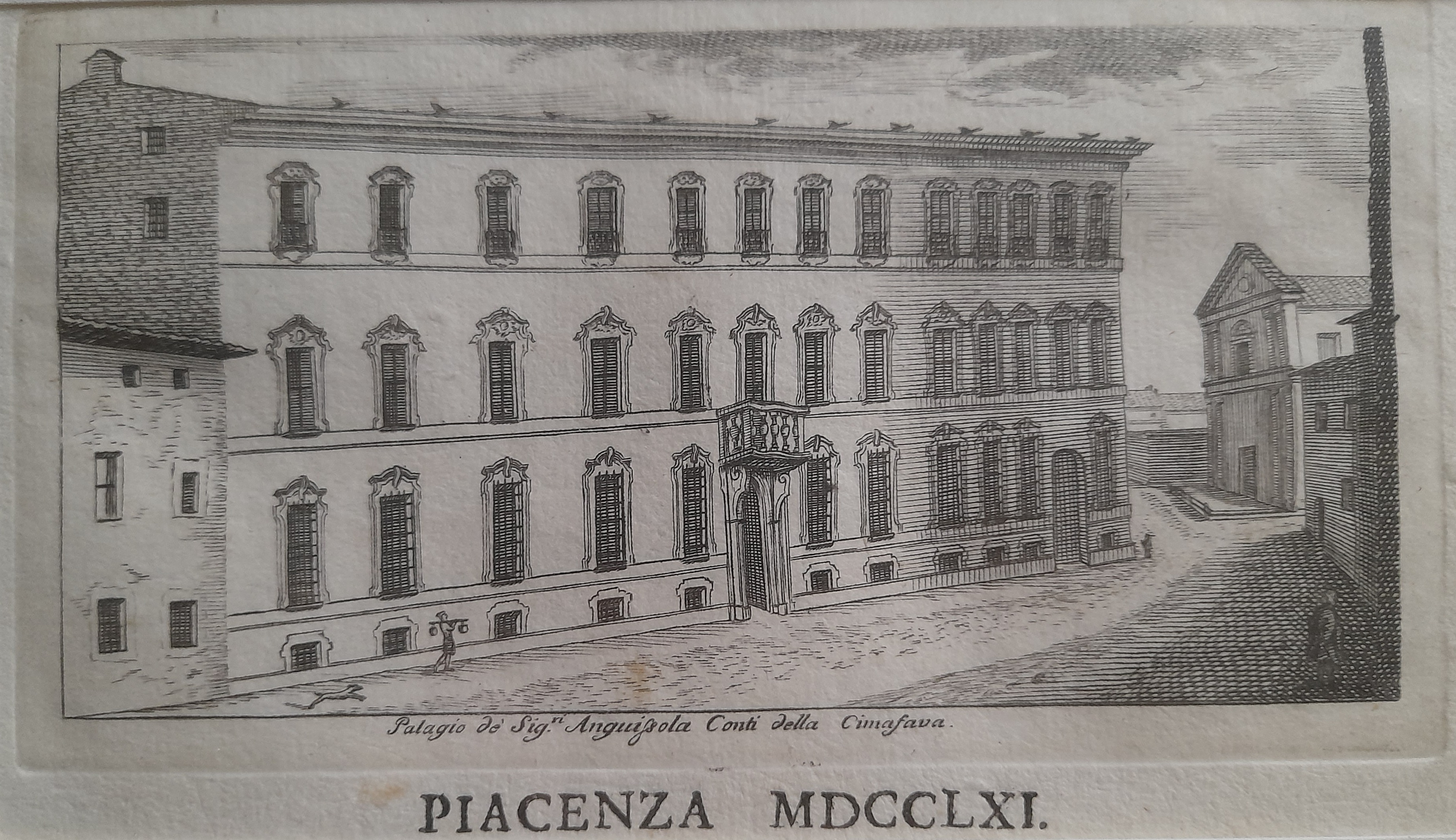
P. Perfetti, incisione in frontespizio del tomo nono delle Memorie Storiche della città di Piacenza

Il Perfetti approntò per il primo volume tre incisioni: una nel frontespizio che rappresenta l’allegoria delle studio della storia; una nella prefazione “Prospetto della città di Piacenza dalla parte de Po” e una miniatura della cattedrale di Piacenza come capolettera. Per ciascuno degli altri 11 volumi, invece, realizzò in frontespizio una veduta di un palazzo di Piacenza e un capolettera con la miniatura di una chiesa cittadina.  Con un avviso datato 1.1.1756 si propose la sottoscrizione dell’opera indicando: le sue caratteristiche, le date di consegna dei volumi, le modalità di pagamento e il termine delle sottoscrizioni nel mese di marzo. La sottoscrizione non ebbe l’esito sperato e si dovette emanare un secondo avviso il 15 aprile 1756 e anche questa volta non si raggiunse entro i termini il numero di sottoscrizione considerato sufficiente, così si andò in tipografia verso la fine di ottobre. ..  L’uscita del primo volume suscitò subito pesanti critiche.  Il Poggiali pensò di porvi rimedio prima dell’uscita del secondo volume chiedendo aiuto ai ministri Roberto Rice e Guillaume du Tillot. Nella lettera a loro indirizzata dell'11 luglio 1757 scrive che l’amore per la verità da lui dimostrato nel primo volume gli ha procurato l’odio di molte potenti famiglie e che l’uscita del secondo volume gli procurerà uguale sorte, pertanto inoltra la seguente richiesta: “ Basterebbe a garantirmi da ogni insulto il semplice e nudo titolo di storico ovvero di bibliotecario di S.A.R. posto dopo il mio nome in fronte dei tomi seguenti …..”. La domanda fu accolta con prontezza e con lettera del 5 agosto il Rice invia al Poggiali la patente di bibliotecario di S.A.R.,  titolo che compare già in frontespizio del secondo volume.   Nel 1757 uscì anche il 3º tomo e nel 1758 il 4° e il 5°; l’anno dopo il 6° e il 7°; nel 1760 l’8°; nel 1761 il 9° e il 10°; l’11° nel 1763, anno in cui il Poggiali si ammala per cui il 12° viene pubblicato solo nel 1766. Per quest’opera il Poggiali ricevette gli elogi da molti intellettuali fra i quali Lodovico Antonio Muratori

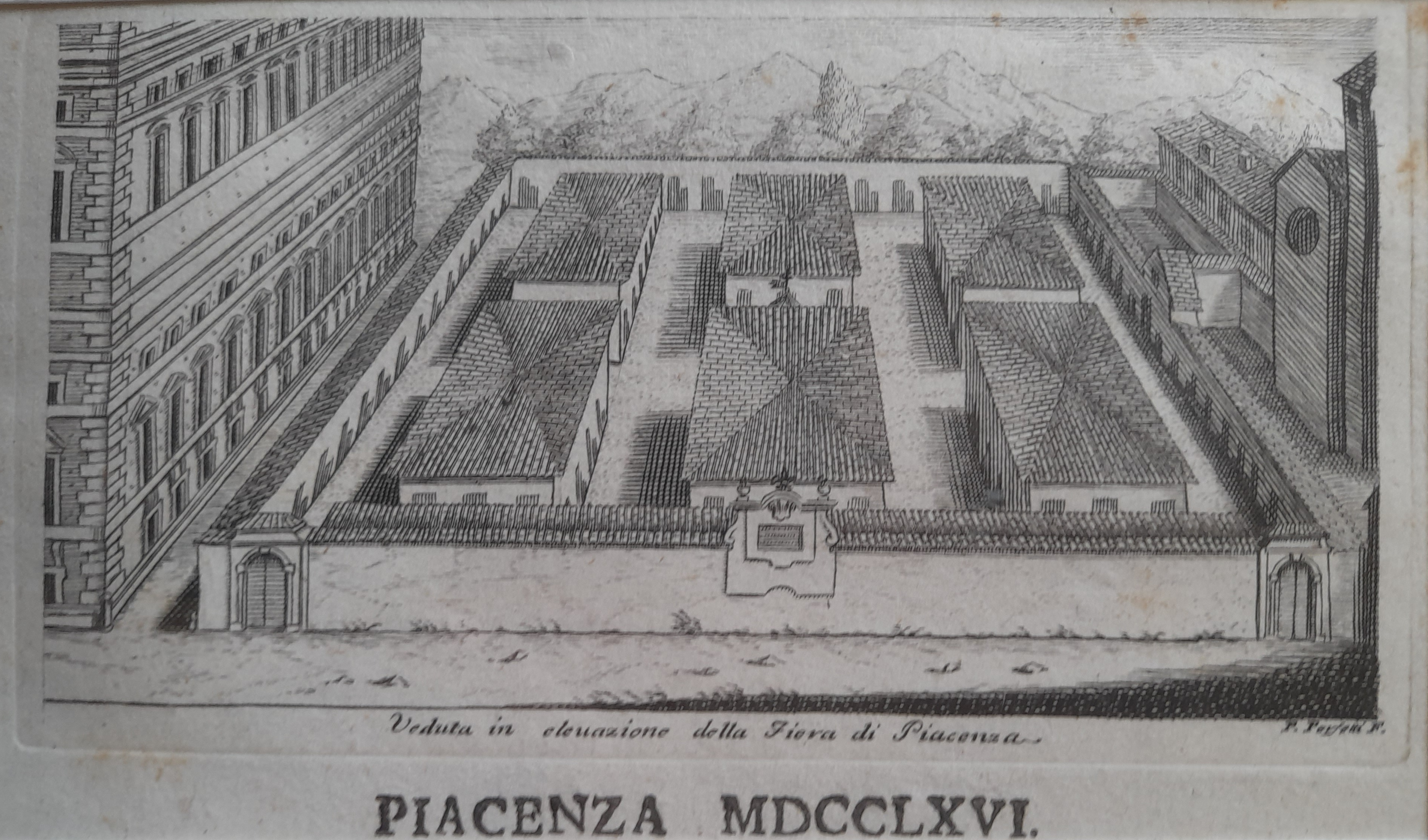
P. Perfetti, incisione in frontespizio del tomo duodecimo delle Memorie Storiche della città di Piacenza

L’11 luglio 1766 il duca Ferdinando I di Borbone-Parma emana un decreto in cui riconosce le fatiche fatte dal Poggiali per la realizzazione delle Memorie Storiche e, in segno di stima, dispone che gli vengano concessi una pensione annua di duemila lire piacentine e una somma di 100 zecchini per le spese relative alla stampa del dodicesimo volume e per gli esemplari trasmessi alla Regia Segreteria
Non avendo mai parlato di letteratura nelle Memorie Storiche, il Poggiali compone con il concorso del gesuita Stanislao Bardetti e del benedettino Sisto Rocci le “Memorie per la storia letteraria di Piacenza” in due volumi, stampati nel 1789 dalla tipografia Olcesi; anche queste Memorie vennero abbellite con due incisioni di palazzi piacentini, la cui realizzazione, venuto a mancare prematuramente l’incisore Pietro Perfetti, venne affidata a Domenico Cagnoni.

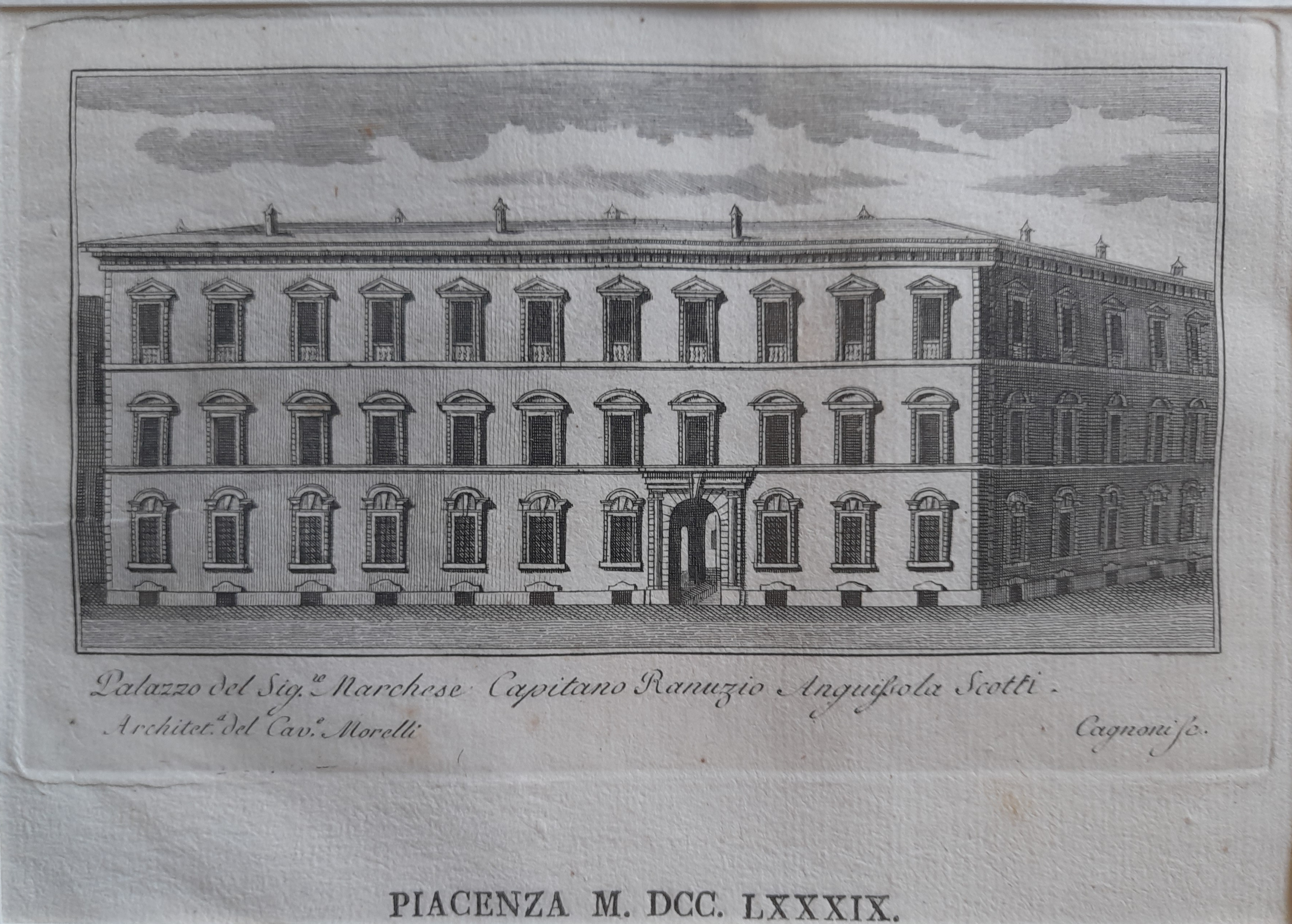
D. Cagnoni, incisione in frontespizio del volume primo delle Memorie per la Storia letteraria di Piacenza

Il Poggiali lasciò anche degli appunti per un terzo volume composto quasi interamente da Leopoldo Cerri e stampato dal Tononi con il titolo “Memorie per la storia letteraria di Piacenza in continuazione al Poggiali, con appendice, Tomo III, 1895-1897”. Nel 1775 il Poggiali pubblica una traduzione della Lettera di S. Girolamo a Demetriade “Del conservare la verginità” pubblicato da Olcesi. Nel 1793 pubblica per la Biblioteca ecclesiastica di Pavia la “Vita di Lorenzo Valla” e nel 1805 “Proverbi, Motti e Sentenze ad uso e istruzione del popolo- XII centurie” edito da Olcesi.  Nel 1821 viene stampata da Del Maino una seconda edizione dei Proverbi con l’aggiunta di altre 12 centurie che, come scrive l’editore, si trovavano inedite presso il Canonico Benedetto Bissi,  Preposto della Cattedrale. 
Il Poggiali, amante delle belle arti, non rimase insensibile al fascino delle stampe antiche e contemporanee e in poco tempo, comprando e scambiando presso librai, antiquari e privati, fece una collezione di diverse migliaia di incisioni che alla fine cedette al concittadino conte Paolo Emilio Barattieri, con contratto per 8492 incisioni, in cambio di una piccola pensione vitalizia. Inoltre fece una raccolta di opere di autori piacentini che poi passò al canonico Vincenzo Benedetto Bissi e al Pallastrelli e che ora si trova nella Biblioteca comunale.  Fece parte della Società letteraria di Piacenza e tenne molti rapporti epistolari con intellettuali fra i quali: Paolo Maria Paciaudi, Ireneo Affò, Giuseppe Bartoli, Giovanni Lammi, Francesco Antonio Zaccaria, Girolamo Tiraboschi, Giulio Bernardino Tomitano.
Il Poggiali era di fisico fragile e di mente aperta; mantenne fino all’ultimo il suo buon umore e dopo una lunga esistenza si spense serenamente nella sua casa paterna, in via S. Gervaso, il 10 marzo 1811; la sua salma fu sepolta nella chiesa di S. Agata: il conte Ignazio Rocca scrisse l’epigrafe e Luigi Bramieri e Gaetano Dodici ne fecero elogi funebri. Quello del Dodici porta il ritratto disegnato dal canonico V. B. Bissi e inciso dal De Magistris con la scritta “Poggialius patria clarus ab historia” . Chiusa la chiesa di S. Agata, i resti del Poggiali vennero portati nel 1903 nella chiesa di S. Eufemia, dove fu eretto un piccolo monumento su disegno dell’architetto Camillo Guidotti ed eseguito dallo scultore F. Toscani. In via Poggiali a Piacenza, nella casa al n. 33 fu murata una lapide con questa dedica “Cristoforo Poggiali Qui nella sua residenza Parrocchiale Della sopressa Chiesa di S. Agata  - Dimorò LVI anni Studioso operoso Morì novantenne a dì X Marzo MDCCCXI.”

## Opere
- Memorie storiche della città di Piacenza, Ed. Filippo G. Giacopazzi, Piacenza+ (12 volumi, 1757-1766). Tomo Primo – 1756;[19]  Tomo Secondo  – 1757;[20]  Tomo Terzo – 1757;[21]  Tomo Quarto – 1758;[22]  Tomo Quinto – 1758;[23]  Tomo Sesto – 1759;[24]  Tomo Settimo – 1759;[25]  Tomo Ottavo – 1760;[26]  Tomo Nono – 1761;[27]  Tomo Decimo – 1761;[28]  Tomo Undecimo – 1763;[29]  Tomo Duodecimo – 1766.[30]

- Memorie per la storia letteraria di Piacenza Ed. Nicolò Olcesi, Piacenza (2 volumi, 1789)  Volume Primo – 1789;[31]  Volume Secondo– 1789.[32]
- Proverbj, motti e sentenze ad uso ed istruzione del popolo, XII centurie, Ed. Olcesi, Piacenza 1805
- Memorie intorno alla vita e agli scritti di Lorenzo Valla, Ed. Del Maino, Piacenza 1794[33]
- Proverbj, motti e sentenze ad uso ed istruzione del popolo, XXIV centurie, Ed.Del Maino, Piacenza (postumo, 1821, seconda edizione con aggiunta di XII centurie)[34]